# Swordfish Studios
La Swordfish Studios era un'azienda sviluppatrice di software britannica con sede a Birmingham, fondata dal direttore esecutivo Trevor Williams e da Joan Finnegan (moglie di Paul Finnegan, ex amministratore delegato di Rage Software) nel settembre 2002.
I giochi sviluppati dall'azienda includono due titoli internazionali di rugby, tra cui World Championship Rugby. Altri includono Brian Lara International Cricket 2005 e Cold Winter. Nel 2004, Swordfish Studios è stata denominata 'Developer of the Year' (Sviluppatrice dell'anno) dalla The Independent Games Developers Association.
La Swordfish Studios è stata acquistata dalla Vivendi Games nel giugno 2005, diventando uno studio interamente di proprietà della Sierra Entertainment, poi acquistata da Codemasters il 15 novembre 2008 dopo un accordo con la Activision Blizzard. È ora nota come Codemasters Birmingham. Lo studio ha chiuso nel 2010. Molti degli ex dipendenti della Swordfish Studios sono stati assunti dalla Crytek UK.

## Giochi sviluppati
| 2004 | World Championship Rugby              | Acclaim Entertainment   | Sport                       | Sì | Sì | Sì | No | No | No |
| 2005 | Brian Lara International Cricket 2005 | Codemasters             | Sport                       | Sì | Sì | Sì | No | No | No |
| 2005 | Cold Winter                           | Vivendi Universal Games | Sparatutto in prima persona | Sì | No | No | No | No | No |
| 2009 | 50 Cent: Blood on the Sand            | THQ                     | Sparatutto in terza persona | No | No | No | No | Sì | Sì |